# Kyle Allen
Pour les articles homonymes, voir Allen.
(en) Statistiques sur pro-football-reference
Kyle Allen (né le 8 mars 1996 à Scottsdale en Arizona) est un joueur de football américain évoluant au poste de quarterback dans la National Football League (NFL).

## Biographie

### Carrière universitaire
Après s'être illustré au lycée Desert Mountain à Scottsdale, il reçoit l'offre de plusieurs universités et choisit finalement l'Université A&M du Texas. Il rejoint l'équipe des Aggies en 2014. Après une compétition avec le sophomore Kenny Hill pour le poste de titulaire, ce dernier y est nommé en début de saison et Allen est le remplaçant. Après trois défaites consécutives de Texas A&M, Allen est nommé titulaire.
Après le transfert de Hill en 2015 à TCU, Allen commence la saison comme titulaire. Il commence les sept premières parties, mais après de mauvaises performances contre Alabama et Ole Miss, il est remplacé au profit du freshman Kyler Murray.
En 2016, il décide de changer d'université pour l'Université de Houston et leur équipe des Cougars. Inéligible à jouer la saison à cause du règlement de la NCAA sur les transferts, il joue ses premières parties avec sa nouvelle équipe la saison suivante. Après avoir lancé quatre interceptions à ses trois premières parties, il est remplacé en faveur de Kyle Postma et n'a pas débuté une autre partie par la suite.

### Carrière professionnelle
En 2018, il annonce qu'il va renoncer à jouer une dernière saison universitaire et se déclare éligible à la draft 2018 de la NFL. Il n'est sélectionné par aucune équipe, mais après la conclusion de la draft, il signe un contrat comme agent libre avec les Panthers de la Caroline. Il ne parvient pas à intégrer l'équipe principale et est plutôt placé dans l'équipe d'entraînement des Panthers pour le début de la saison. En décembre 2018, il est promu dans l'équipe principale pour être le remplaçant de Taylor Heinicke après une blessure du titulaire Cam Newton. Le 23 décembre face aux Falcons d'Atlanta, il entre en jeu après une blessure de Heinicke et complète ses quatre premières passes pour 38 yards de gain. Il est titularisé pour le dernier match de la saison contre les Saints de La Nouvelle-Orléans. Il marque trois touchdowns, deux par la passe et un par la course, mais ne termine pas la rencontre, blessé, et est remplacé par Garrett Gilbert.
En vue de la saison 2019, il est nommé remplaçant à Cam Newton après la coupure de Heinicke. Après une blessure au pied de Newton, il est titularisé lors du troisième match de la saison contre les Cardinals de l'Arizona et mène les Panthers à la victoire après avoir lancé quatre touchdowns à la passe.
Le 24 mars 2020, il est échangé aux Redskins de Washington contre une sélection de cinquième tour à la draft de 2020. Il retrouve Ron Rivera, son ancien entraîneur avec les Panthers nouvellement nommé entraîneur principal de Washington.

## Statistiques

### Université
| Année | Équipe    | MJ |                           | Passes                    | Passes                    | Passes                    | Passes                    | Passes                    | Passes                    | Passes                    |       | Courses | Courses | Courses | Courses |
| Année | Équipe    | MJ | Tentées                   | Réussies                  | Pct.                      | Yards                     | TD                        | Int.                      | Éval.                     | Tentées                   | Yards | Moy.    | TD      |         |         |
| 2014  | Texas A&M | 10 | 192                       | 118                       | 61,5                      | 1 322                     | 16                        | 7                         | 139,5                     | 29                        | 44    | 1,5     | 1       |         |         |
| 2015  | Texas A&M | 10 | 283                       | 160                       | 56,5                      | 2 210                     | 17                        | 7                         | 137,0                     | 65                        | 102   | 1,6     | 2       |         |         |
| 2016  | Houston   |    | N'a pas joué (inéligible) | N'a pas joué (inéligible) | N'a pas joué (inéligible) | N'a pas joué (inéligible) | N'a pas joué (inéligible) | N'a pas joué (inéligible) | N'a pas joué (inéligible) | N'a pas joué (inéligible) |       |         |         |         |         |
| 2017  | Houston   | 4  | 105                       | 80                        | 76,2                      | 751                       | 4                         | 4                         | 141,2                     | 11                        | -14   | -1,3    | 0       |         |         |

### NFL
| Année  | Équipe                  | MJ     |         | Passes   | Passes | Passes | Passes | Passes | Passes | Passes  |       | Courses | Courses | Courses | Courses |
| Année  | Équipe                  | MJ     | Tentées | Réussies | Pct.   | Yards  | TD     | Int.   | Éval.  | Tentées | Yards | Moy.    | TD      |         |         |
| 2018   | Panthers de la Caroline | 2      | 31      | 20       | 64,5   | 266    | 2      | 0      | 113,1  | 5       | 19    | 3,8     | 1       |         |         |
| 2019   | Panthers de la Caroline | 13     | 489     | 303      | 62     | 3 322  | 17     | 16     | 80     | 32      | 106   | 3,3     | 2       |         |         |
| Totaux | Totaux                  | Totaux | 520     | 323      | 62,1   | 3 588  | 19     | 16     | 82     | 37      | 125   | 3,4     | 3       |         |         |